# 小行星23032
小行星23032（23032 Fossey）是一颗绕太阳运转的小行星，为主小行星带小行星。该小行星于1999年12月3日发现。

## 轨道参数
小行星23032的轨道半长轴为2.7545772 UA，离心率为0.069。